# Уго Фантоцци
У́го Фанто́цци (итал. Ugo Fantozzi) — вымышленный литературный и киноперсонаж. Образ Фантоцци, маленького, невезучего, но неунывающего человека, воплотил итальянский комик Паоло Вилладжо.

## Биография
Родился Фантоцци в 1934 году (так написано на его могильном памятнике в фильме «Возвращение Фантоцци»). Почти ничего неизвестно о его жизни до 1974 года. В фильме «Фантоцци в раю», упоминается, что он проработал в «Мегафирме» 40 лет; также, в этом фильме жена Фантоцци, Пина, в 1993 году говорит, что терпит его 40 лет, и есть упоминание о покупке ими спального гарнитура в 1954 году, что позволяет примерно оценить срок начала их совместной жизни. Далее события отражаются в фильмах.
Со смертью Фантоцци нет определённости. Согласно «Фантоцци в раю», невезучий бухгалтер был задавлен катком, попав на небо, был угнан к Будде и переродился заново на свет, причём финальный кадр позволяет убедиться в том, что переродился Фантоцци в 1993 году, то есть в том же году, что и умер. Фильм «Возвращение Фантоцци» начинается с того, что Фантоцци прорывается в Рай, а затем по сюжету на время возвращается на Землю. В то же время, на надгробии написано, что Фантоцци умер в 1995 году; эта информация расходится с финалом предыдущего фильма.

## Фильмы о Фантоцци
- Фантоцци (итал. Fantozzi) (1975). В фильме рассказывается об отрезке жизни Фантоцци в один год. Похождения этого отчаянно невезучего бухгалтера изображены в виде набора скетчей.
- Фантоцци Второй Трагический (Secondo tragico Fantozzi, Il) (1976). Продолжение злоключений скромного служащего, постоянно пытающегося выполнить желания строгого начальства.
- Фантоцци против всех (Fantozzi contro tutti) (1980). Фантоцци с коллегами едет отдыхать в горы, где их ждут очередные сюрпризы. По возвращении оказывается, что на работе сменилось начальство. Новый директор, любитель велогонок, хочет устроить состязание среди сотрудников.
- Фантоцци страдает снова (Fantozzi subisce ancora) (1983). У Фантоцци опять проблемы на работе и дома. Вместо того, чтобы решить их, он лишь наживает новые, ввязываясь в мафиозную авантюру. Другое название фильма — «У Фантоцци опять неприятности».
- Суперфантоцци (Superfantozzi) (1986). Серия эпизодов о воплощениях Фантоцци в разных исторических эпохах — от первобытных времён и изгнания из Рая до нашего века и ближайшего будущего.
- Фантоцци уходит на пенсию (Fantozzi va in pensione) (1988). После выхода на пенсию жизнь Фантоцци наполняется непривычными для него домашними заботами — домашняя уборка, покупки, воспитание внучки.
- Фантоцци берёт реванш (Fantozzi alla riscossa) (1990). Фантоцци решает, что если он не добился в жизни успеха, пусть успеха добьётся его внучка. Вместе они отправляются на кинопробы.
- Фантоцци в раю (Fantozzi in paradiso) (1993). Один за одним умирают коллеги Фантоцци. Однажды врач сообщает Фантоцци, что жить ему осталось лишь одну неделю.
- Возвращение Фантоцци (Fantozzi — Il ritorno) (1996). Уго Фантоцци изгоняют из Рая. Пока там подготовят ему подходящее место, Фантоцци вновь придётся пожить на Земле.
- Фантоцци 2000: Клонирование (Fantozzi 2000 — la clonazione) (1999). Уго Фантоцци в этом фильме клонируют из клока волос, оставшегося на память у его жены.